# Leptecophylla
Leptecophylla is een geslacht uit de heidefamilie (Ericaceae). De soorten komen voor in het zuidwesten en zuidoosten van Australië, Nieuw-Zeeland, Papoea-Nieuw-Guinea en op de Pacifische eilanden.

## Soorten
- Leptecophylla abietina (Labill.) C.M.Weiller
- Leptecophylla brassii (Sleumer) C.M.Weiller
- Leptecophylla brevistyla (J.W.Moore) C.M.Weiller
- Leptecophylla divaricata (Hook.f.) C.M.Weiller
- Leptecophylla juniperina (J.R.Forst. & G.Forst.) C.M.Weiller
- Leptecophylla mariannensis (Kaneh.) C.M.Weiller
- Leptecophylla oxycedrus (Labill.) Jarman
- Leptecophylla parvifolia (R.Br.) Jarman
- Leptecophylla pendulosa (Jarman) C.M.Weiller
- Leptecophylla pogonocalyx C.M.Weiller
- Leptecophylla pomarae (A.Gray) C.M.Weiller
- Leptecophylla rapae (Sleumer) C.M.Weiller
- Leptecophylla robusta (Hook.f.) C.M.Weiller
- Leptecophylla tameiameiae (Cham.) C.M.Weiller

... · 
Acrothamnus · 
Acrotriche · 
Agapetes · 
Agarista · 
Andersonia · 
Andromeda · 
Arbutus · 
Arctostaphylos · 
Calluna · 
Cassiope · 
Chimaphila · 
Daboecia · 
Dracophyllum · 
Empetrum · 
Enkianthus · 
Erica (Dophei) · 
Kalmia · 
Leptecophylla · 
Moneses · 
Monotropa · 
Orthilia · 
(Oxycoccus (Veenbes)) · 
Pieris · 
Pyrola (Wintergroen) · 
Rhododendron (Rododendron) · 
Vaccinium (Bosbes) . 
Woollsia . 
...